# Mastododera transversalis
Mastododera transversalis là một loài bọ cánh cứng trong họ Cerambycidae.